# 十字繡

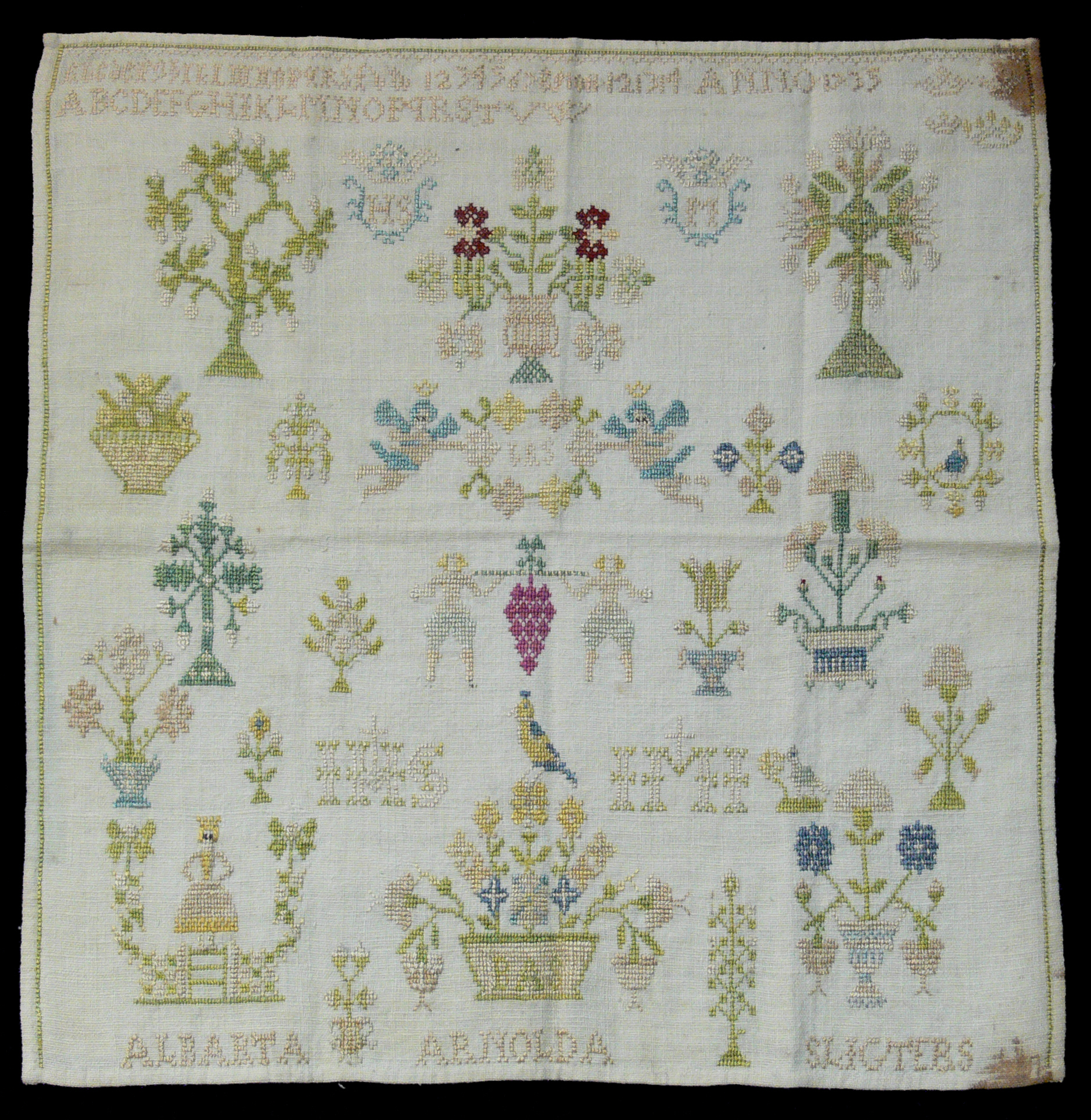
十字绣图样，德国（1735年）

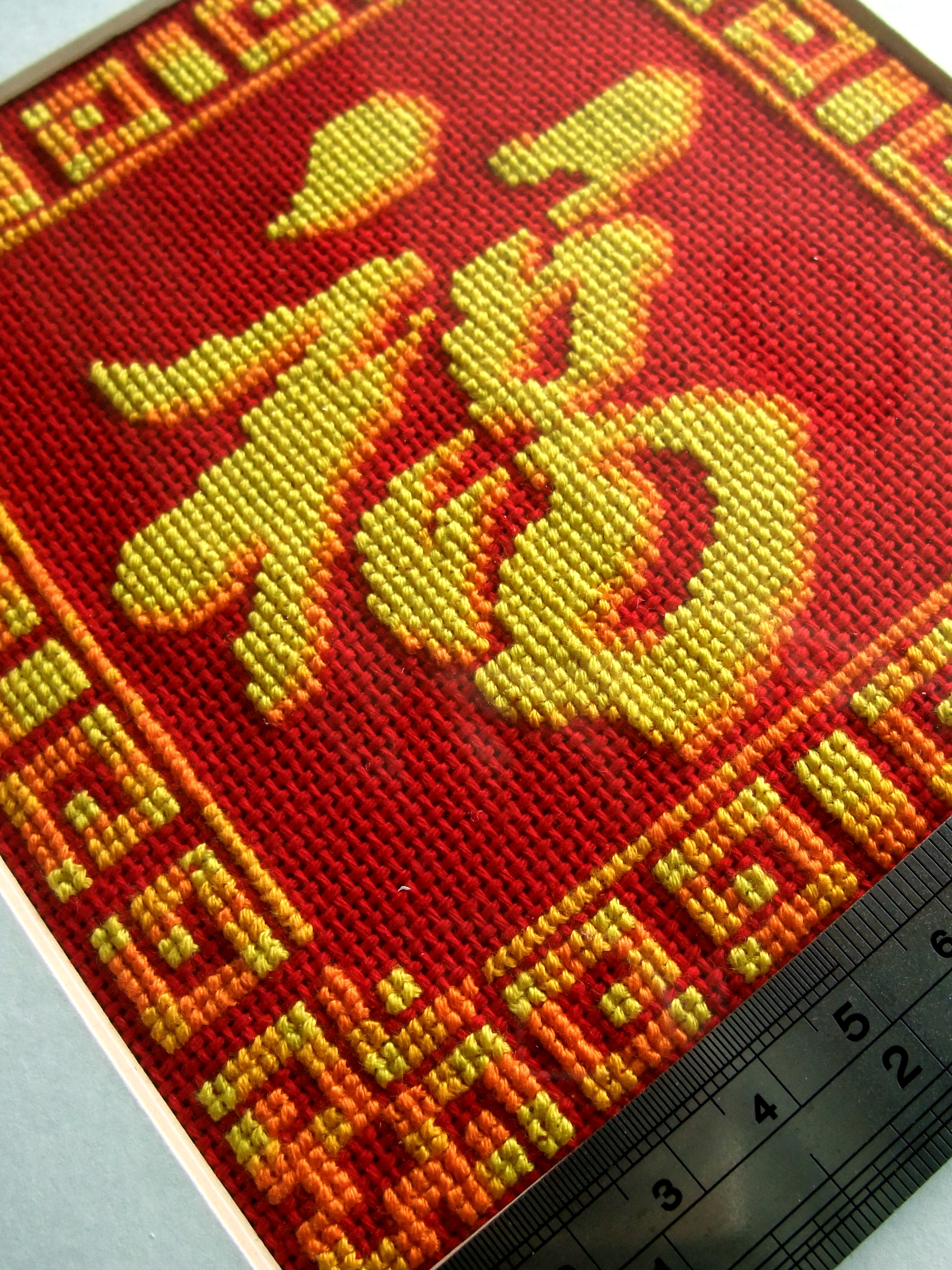
福字的十字繡框畫 (12.5公分x12.5公分)

十字绣又稱十字花繡、十字挑花，是一种刺绣針法，屬挑花的一種，因其编出的图样用许多的「X」编结组成而得名。十字绣常常被绣于有均匀方格的织布上。刺绣者需要在每个方向编结，以便能绣出个图案。这个用十字绣刺绣的方法也被称为數紗十字繡或计数十字绣 （counted cross-stitch），用于区分其它形式的刺绣方法。十字绣也可绣于直接印制好图案的织物品（印花十字绣 stamped cross-stitch），刺绣者可以方便的绣在印制的图案上。

## 历史
十字绣是最古老的刺绣形式之一，并可在全世界各地均能看到。一些民俗博物馆也展示了一些用十字绣装饰的服装。
东欧和中欧民间刺绣的风格就是在亚麻布上用黑色和红色粗毛线使用带花纹和几何图案制作两维（无阴影）的十字绣。
中國的十字繡可追溯至漢代，當時瑤族婦女已在衣裙上以十字針法繡出色彩鮮豔的圖案，形式獨特的風格，稱為花瑤挑花，並流傳至今。唐宋時期湖北黄梅漢族婦女興起一種雙面的挑花工藝，稱為黃梅挑花，其中十字挑花也是常用的針法之一，至今日仍是當地具代表性的傳統工藝之一。陝南的絮花工藝也經常使用十字繡陕南挑花（页面存档备份，存于）。
在美国，已知最早的十字绣样品目前在存放在麻薩諸塞州普利茅斯的Pilgrim Hall博物馆。这个刺绣样品大约在1653年由迈尔斯·斯坦迪什（Myles Standish）船长的女儿Loara Standish所制作。
我们今天看到的多色阴影图样是从19世纪中叶柏林刺绣（Berlin wool work）的类似图案演化而来的。
西方传统上，十字绣用于装饰类似抹布、餐巾布及小型装饰桌巾（oilies）之类物件（实际刺绣的只有一小部分，如边框）。虽然还有很多十字绣作者仍然使用这些传统，但越来越多人都将十字绣作为装饰用途。
在美国和欧洲有很多十字绣的同业公会，他们会组织一些课程、团队协作项目、慈善刺绣及其它各种交流活动。
现在常见的用线为丝光棉所制成的毛线，这种毛线由六缕线松弛地缠绕在一起。其它的材料还包括绣花棉线、丹麦绣线、丝绸及嫘縈。有时也会使用不同的毛线、金属线或其它特制丝线。

## 相关针法和刺绣形式

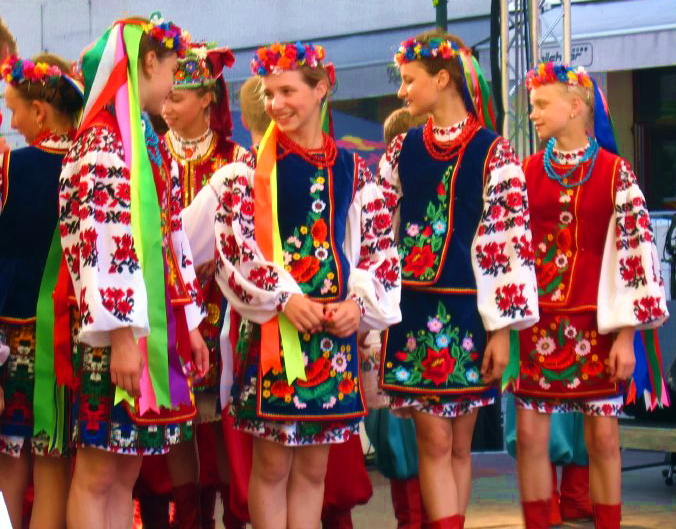
穿着传统刺绣服装的乌克兰女孩

其它针法在挑花中比较常见，包括¼、½和¾针及回针缝。
挑花常常和其它针法一起使用。有时会在乱针绣中使用，特别是在一些更现代的衍生针法中。挑花也经常在针绣花边使用。
一种使用十字绣的历史形式就是阿西西刺绣。
还有很多和十字绣相关的针法并在早期用于类似用途。其中最广为人知的就是意大利十字绣、凯尔特十字绣、长臂十字绣、乌克兰十字绣及门的内哥罗十字绣。意大利十字绣和门的内哥罗十字绣是雙面的更难的针法很少在主流刺绣中使用，主要用于仿製历史作品或由一个喜欢挑战的刺绣者制作。
双重十字绣，也称复式大十字绣花线迹，是将一个十字绣同另一个垂直的十字绣组合在一起。
柏林刺绣和相似的点针绣法刺绣都有浓重的阴影及华丽的十字绣样式，有时也会在纸上使用图表样式。
十字绣常和其它的刺绣样式一起使用，如北欧刺绣或黑线绣。十字绣也可以同其它作品放在一起如帆布绣品或挑花品、珠饰细工也可以和其它装饰品如小饰物、小钮扣或特别的丝线一起使用。